# Pentolite
Pentolite là một chất nổ mạnh dùng cho quân đội và cho một số mục đích dân sự, ví dụ như làm đầu đạn hoặc thuốc đẩy.
Pentolite dùng trong quân đội là một hỗn hợp gồm 50% PETN và 50% TNT. Pentolite dùng cho dân sự thường có tỉ lệ PETN thấp hơn và có vận tốc phát nổ xấp xỉ 7800 m/s.